# سوق الثلوث (فرع العدين)

تعديل مصدري - تعديل

سوق الثلوث محلة تابعة لقرية الحجف، التابعة لعزلة العاقبة بمديرية فرع العدين إحدى مديريات محافظة إب في الجمهورية اليمنية، بلغ تعداد سكانها 78 حسب تعداد اليمن لعام 2004.